# مجمع الدانة
مجمع دانة هو مجمع تجاري للتسوق يقع في قرية السنابس بالمنامة عاصمة البحرين. يملك المجمع مجموعة العريان.
يشمل المجمع سينما الدانة مع 12 شاشة. المجمع هو أحد أقدم المجعات التجارية للتسوق في البحرين. يشتمل على قاعة للطعام ولولو هايبر ماركت ومدينة الألعاب الترفيهية شاكازولو.